# 陳子昂

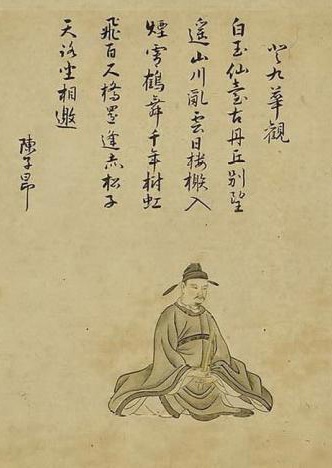
陳子昂

陳 子昂（ちん すごう、661年（龍朔元年） - 702年（長安2年））は、中国・唐代初期の詩人。字は伯玉。梓州射洪県（現在の四川省遂寧市射洪市）の出身。

## 略伝
18歳頃まで無頼なふるまいばかりで、古典はおろか読み書きさえまともに出来なかった。しかし無学な自分に嫌気がさしたため一念発起、故郷近くの金華山に籠もって学問に励み、進士となるまでになった。そのころ高宗が崩御して陵墓問題が持ち上がり、これについて上書したところ、武則天に才能を認められ、麟台正字（秘書正字）に任じられた。その後、右拾遺となった陳子昂は、武則天朝の酷刑や密告制度を用いる非情な政治体制を批判する上書をおこなった。これが原因で投獄されたが、その真摯さを評価されて復職することになった。
696年（万歳通天元年）から、武攸宜（武則天の伯父の武士譲の孫）の率いる契丹討伐軍に参謀（記室参軍）として参加した。戦果をなかなか挙げられない武に対し、策を上書し諫言を呈するも受け入れられず、かえって降格処分となった。聖暦年間に入ると、老父の世話をするために帰郷する。父が死去するとショックを受け、病弱な体質から体調が悪化し、さらに県令の段簡による誣告で投獄されたため、憤激のあまり獄死した。段簡が陳子昂を陥れた理由として、陳家の財産に目を付けたから、また武一族に指嗾されたからとの説がある。

## 詩風
陳子昂の詩風は、六朝期の華美さを脱して漢代の建安文学にみられるような堅固さを理想とするもので、盛唐の質実な詩の礎となった。「感遇」三十八首は阮籍の「詠懐詩」をベースとし、不変だと考えられている神仙的な世界と移り変わる現実社会の有り様を対比させて表現し、さらに歴史を鑑として（詠史）社会批判をも盛り込んでいる五言古詩の連作である。「薊丘覧古」や「登幽州台歌」は契丹討伐に従軍した際の雑言古詩で、人間という存在の孤独さを表現している。
詩のほかに上奏文を収めた『陳伯玉集』がある。

## 伝記資料
- 『旧唐書』巻一九〇
- 『新唐書』巻一〇七
- 『唐才子伝』巻一
- 盧蔵用『陳氏別伝』